# Goran Radošević
Goran Radošević Radoš pesnik je rođen 19. juna 1956. godine u Beogradu. Bavi se pisanjem proze, poezije, dramskih formi, aforizama i drugim oblicima književnog stvaralaštva. Član je Udruženja književnika Srbije u Beogradu.

## Dela
Do sada je objavio sledeća dela: 
- Džinovski miš, zbirka pesama za decu, 1999
- Ne činite greh, prasnite u smeh, zbirka pesama za decu, 2002
- Od iskona zavet, rodoljubiva poezija, 2004
- Čudotvorna sila, pripovetke za decu, 2004
- Puna vreća a unutra sreća, zbirka pesama za decu, 2005
- SupermarketGlobal.com, zbirka aforizama, 2008
- Kad surla zaurla, zbirka pesama za decu, 2010
- Saradnik politikinog dodatka – Politika za decu (2001, 2002, 2003, 2004, 2005, 2006, 2008)
- Saradnik je  lista za decu i mlade Gorocvet (2003, 2004) koji izlazi u Jagodini.
- Zastupljen je knjigama profesora dr. Voje Marjanovića: Mala antologija ljubavne poezije za decu i mlade (2002) i Mala antologija poezije o školi, đacima i učiteljima (2004)
- Zastupljen je u knjizi  Slobodana Stanišića: Dete je najlepša pesma (2007)
- Zastupljen je u knjizi  Pere Zupca:  Kad srce zasvetluca (2009)
- Zastupljen je u knjizi  Igora Kolarova:  Najkraće srpske priče za decu (2009)
- Zastupljen je u knjizi  Kolarov/Stevanović :  E, baš to!  (2009)
- Zastupljen je u knjizi  Mirjane Boškovića:   Ni dan bez tebe  (2010)
- Zastupljen je u knjizi  Andrej Bazilevski:  Knjiga radosti (2012)